# Ctenoplusia perplexa
Ctenoplusia perplexa är en fjärilsart som beskrevs av Claude Dufay 1975. Ctenoplusia perplexa ingår i släktet Ctenoplusia och familjen nattflyn. Inga underarter finns listade i Catalogue of Life.